# Benoît Génuini
Benoît Génuini est un ingénieur et homme d'affaires français, né le 14 avril 1953 à Versailles.
Après avoir travaillé pendant trente ans dans un grand cabinet de conseil international, Accenture, il s'est consacré à des actions humanitaires. Il est notamment cofondateur de l'Agence nouvelle des solidarités actives avec Martin Hirsch, et de la fondation Amanjaya.
Il a aussi été médiateur de Pôle emploi pendant une courte période, et démissionne à cause de l'absence de réaction lors de la publication de son rapport.

## Biographie
Benoît Génuini intègre l'École polytechnique avec la promotion 1973.
Dès l'obtention de son diplôme en 1976, il entre dans la société de conseil et d’audit Arthur Andersen pour travailler dans le conseil en technologies de l’information. Il va y rester toute sa carrière. En 1989, la partie conseil se sépare de la partie audit d’Arthur Andersen et prend le nom d’Andersen Consulting ; Benoît Génuini se trouve dans cette dernière entité.
En 1995, il devient président de la branche française, puis en 2001 d’Accenture France ; il reste à ce poste jusqu'à la fin de l’année 2005. À cette époque, il est également membre du comité exécutif mondial d’Accenture, directeur général des activités du secteur énergie et chimie pour l’Europe, l’Afrique, et l’Amérique Latine.
Parallèlement en 1996, il crée la fondation d’entreprise Andersen Consulting, pour le mécénat culturel et le soutien d’actions dans le domaine de l’éducation. Sa fondation soutient notamment au Cambodge une organisation non gouvernementale dans le but de former des jeunes aux métiers de l’informatique.
Fin 2005, il décide de démissionner de son poste de président d’Accenture France et de quitter la société de conseil pour s’engager dans des actions caritatives et humanitaires. Il fonde l’Agence nouvelle des solidarités actives avec le haut fonctionnaire et président d’Emmaüs France, Martin Hirsch, dans le but de lutter contre la pauvreté, notamment en collaboration avec des collectivités locales pour trouver de nouvelles méthodes de réinsertion professionnelle.
Il est également président et fondateur de la fondation Amanjaya pour l'éducation, créée en 2008 sous l'égide de la Fondation de France, et de Passerelles numériques, œuvrant dans le domaine de l'éducation des jeunes défavorisés pour réduire la « fracture numérique » dans les pays du Sud-Est asiatique.
Il est médiateur de Pôle emploi pendant seize mois, jusqu'en avril 2010, date à laquelle il démissionne face au manque de réponses de la part de la direction de l'établissement public, à la suite de son rapport publié le 15 mars 2010. Jean-Louis Walter lui succède en juillet 2010.
En 2019, il intègre la commission stratégie de l'ONG International Impact sur demande de son fondateur Jean-Christophe Crespel.

## Distinctions
- Chevalier de la Légion d'honneur (2009)